# Michele Gismondi

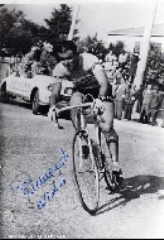
Michele Gismondi (undatiertes Foto)

Michele Gismondi (* 11. Juni 1931 in Montegranaro; † 4. September 2013 ebenda) war ein italienischer Radrennfahrer.

## Laufbahn
Gismondi wurde bereits mit 21 Jahren Berufsrennfahrer im Straßenradsport. Aus dem November 1952 stammen die ersten Einträge in den Ergebnislisten: Dritter beim Paarzeitfahren Trofeo Baracchi mit Partner Fausto Coppi, Zehnter beim Etappenrennen G.P. del Mediterraneo, jeweils in Italien. Bei diesen Rennen er trug das Trikot des italienischen Radsportteams Bianchi-Pirelli, wo er bis 1955 unter Vertrag stand. 1953 trat Gismondi erstmals bei den Straßenweltmeisterschaften und beim Giro d’Italia an. Bei der WM wurde er Vierter, beim Giro, wo er mit dem Bianci-Team das Mannschaftszeitfahren der 11. Etappe gewann, kam er auf Platz 38. Beim Straßenkriterium GP Industria im italienischen Belmonte Piceno holt er seinen ersten nennenswerten Sieg.
Während sich Gismondi bei der Straßenweltmeisterschaft nur 1959 noch einmal als Zweiter platzieren konnte, fuhr er zwischen 1953 und 1960 acht Italien-Rundfahrten mit. Seinen besten Giro bestritt er 1955, als er 13. wurde. Bei seinen wenigen Platzierungen bei Auslandsstarts ragt nur der 14. Platz bei der Tour de Suisse 1954 hervor. Nur einmal taucht er in den Ergebnislisten der Tour de France auf, als er 1959 auf dem 30. Platz einkam.
Nach dem Giro 1960, den er für das italienische Team Gazzola mit den Deutschen Junkermann und Fischerkeller unter Vertrag auf dem 24. Platz beendete, enden auch die Ergebnisnotierungen für Gismondi. Ohne Vertrag war er noch bis 1961 als Profi aktiv.